# 小笠原貞謙
小笠原 貞謙（おがさわら さだよし）は、江戸時代後期の大名。豊前国小倉新田藩（千束藩）6代藩主。5代藩主・小笠原貞哲の次男。

## 略歴
江戸にて誕生。幼名は欽之助。天保4年（1833年）6月13日、父貞哲の嫡子となる。天保14年（1843年）3月15日、12代将軍徳川家慶に拝謁する。同年12月9日、父貞哲の隠居により家督を継ぐ。同年12月16日、従五位下備後守に叙任する。天保15年（1844年）4月、日光祭礼奉行を命じられる。弘化3年2月2日、大坂加番を命じられる。嘉永4年（1851年）正月4日（14日とも）、25歳で死去した。
跡を弟の貞嘉（後の小倉藩主・小笠原忠嘉）が継いだ。

## 系譜
- 父：小笠原貞哲（1802-1857）
- 母：鍈子 - 酒井忠寧の娘
- 正室：鍵姫（なみひめ、1837-1904） - 水野忠央の娘
- 生母不明の子女
  - 女子：花山院家威室
- 養子
  - 男子：小笠原貞嘉（1839-1860） - のちの忠嘉。小笠原貞哲の四男